# Luca Monverde

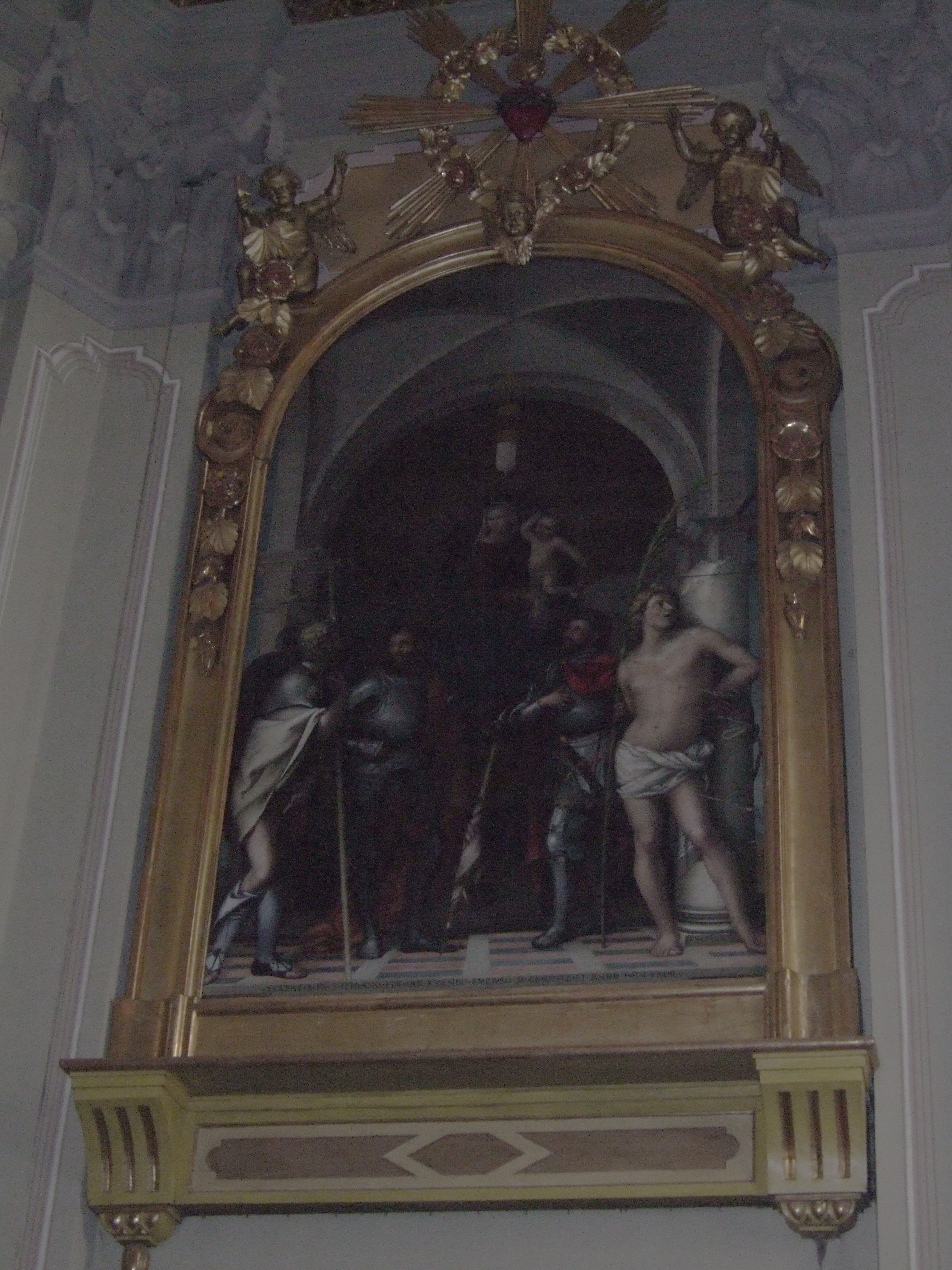
Vierge avec saints (1500-1526), sanctuaire de la Madonna delle Grazie, Udine.

Luca Monverde (Udine, v. 1500 - v. 1526) est un peintre italien de la haute Renaissance. 

## Biographie
Luca Monverde est né vers 1500 à Udine. Il fut un élève de Pellegrino da San Daniele, et, sous son autorité, il travailla avec Sebastiano Florigerio, Francesco et Antonio Floriani.
Il mourut jeune à 26 ans.

## Œuvres
- Vierge avec saints (1500-1526), sanctuaire de la Madonna delle Grazie, Udine.
- Saint Gervais et saint Protais (retable), sanctuaire de la Madonna delle Grazie, Udine.